# 아키타 화물역
아키타 화물역(일본어: 秋田貨物駅)은 일본 아키타현 아키타시에 위치한 일본화물철도의 화물역이다. 오우 본선 소속으로, 아키타 현 최대의 화물역이다.

## 구조
지상역이며, 남동쪽으로부터 북서쪽으로 통해 걸친 오우 본선의 남쪽에 시설이 걸쳐져 있다. 구내는 1.5 km 정도의 길이를 가진다.
지붕이 없는 컨테이너 플랫폼이 2면, 지붕이 있는 화물 플랫폼이 1면이 설치되어, 하역선은 합계 4개 선이 이설되어 있다. 컨테이너 플랫폼 1면은 착발선 하역 방식(E&S방식)을 도입하고 있어, 북동쪽 및 남서쪽으로 인접한 400m 정도의 길이를 가진 착발선 겸 하역선(북동쪽이 착발 4번선, 남서쪽이 착발 5번선)이 걸쳐져 있다. 착발 4번선과 본선 사이, 즉 착발 4번선의 북동쪽에는 착발선이 3개선(착발3번선 - 착발1번선)이 존재한다.

## 취급하는 화물의 종류
이 역은, 컨테이너 화물과 차급화물의 취급역이다.
컨테이너 화물은, JR 규격의 12 ft · 30 ft 컨테이너와, ISO 규격의 해상 컨테이너(총 중량은 24t까지)를 취급하고 있다. 주로 취급품은, 발송화물에는 쌀이나 건축재료, 맥주병, 금속 등. ISO 규격의 탱크 컨테이너도 도착하고 있다.
더욱이, 산업폐기물 · 특별 관리 산업폐기물의 허가를 얻고 있어, 여기서 들어오는 컨테이너의 취급도 가능하다.

## 역 주변
- 일본 국토교통성 도호쿠 운수국 아키타 운수지국
- 도호쿠 전력 아키타 재재 센터
- 닛폰 통운 아키타 지점

## 인접 역
| 동일본 여객철도 오우 본선 | 동일본 여객철도 오우 본선 | 동일본 여객철도 오우 본선 |
| ------------------------- | ------------------------- | ------------------------- |
| 아키타 요코테 방면        | 오우 본선                 | 쓰치자키 아오모리 방면    |